# Poison à neutrons
Un poison neutronique (également appelé « absorbeur de neutrons » ou « poison nucléaire ») est une substance ayant une grande section d'absorption de neutrons, et qui a de ce fait un impact significatif dans le bilan neutronique d'un réacteur nucléaire.
Dans les réacteurs nucléaires, l'absorption des neutrons a notamment un effet d'empoisonnement du réacteur. Cet empoisonnement est principalement dû à la capture de neutrons par des produits de fission de demi-vie courte dont le principal est le xénon 135 ou par des produits de fission de demi-vie plus longue ou stable comme le samarium 149 et le gadolinium 157.
Plus spécifiquement, on désigne également par absorbant neutronique des éléments qui ne font qu'absorber des neutrons, sans autre transmutation ni radioactivité induite. Ceci exclut les isotopes fissiles et fertiles, ainsi que ceux qui se transmutent en isotopes radioactifs.
Ces matériaux absorbant les neutrons, également appelés poisons, sont intentionnellement introduits dans certains types de réacteurs afin de réduire la forte réactivité du combustible frais. De tels éléments peuvent typiquement être employés comme constituants dans les barres de contrôle des réacteurs, ou comme poison consommable, pour en contrôler la réactivité. Ils peuvent également être employés comme barrière de radioprotection.
Certains de ces poisons, dits « poisons consommables », s'épuisent lorsqu'ils absorbent les neutrons pendant le fonctionnement du réacteur, ce qui permet de compenser la variation de réactivité du réacteur avec son taux de combustion. D'autres restent relativement constants, et servent à uniformiser le flux neutronique du réacteur.

## Empoisonnement du réacteur

### Principaux produits de fission transitoires poisons

Perte de réactivité due à l'augmentation transitoire de la concentration en xénon à l'arrêt d'un réacteur.

Les atomes formés lors de la fission sont tous en excès de neutrons par rapport à la vallée de la stabilité, ils capturent donc peu de neutrons. Toutefois certains des produits de fission générés au cours des réactions nucléaires ont une forte capacité d'absorption de neutrons, comme le xénon 135 (section efficace σ = 2 650 000 barns) et le samarium 149 (σ = 40 140 b). Parce que ces deux produits de fission poisons privent de neutrons le réacteur, ils auront un impact sur la réactivité.
L'empoisonnement par ces produits peut devenir tel que la réaction en chaîne ne puisse être maintenue en restant dans le domaine autorisé d'exploitation du réacteur. L'empoisonnement xénon est notamment l'un des facteurs ayant conduit à l'accident de Tchernobyl.

#### Empoisonnement xénon
Le xénon 135 en particulier, a un impact énorme sur le fonctionnement d'un réacteur nucléaire. La dynamique de l'empoisonnement au xénon constitue une variation importante de la réactivité du cœur qui a une importance majeure pour la stabilité du flux et la distribution géométrique de la puissance, en particulier dans les réacteurs de grandes dimensions.
{\displaystyle {\text{Fission}}\ {\xrightarrow[{6.4\%}]{}}\ ^{135}Te\ {\xrightarrow[{19.2s}]{\beta }}\ ^{135}I\ {\xrightarrow[{6.58h}]{\beta }}\ ^{135}Xe\ {\xrightarrow[{\sigma =2650000b}]{+n}}\ ^{136}Xe\ } ou {\displaystyle \ ^{135}Xe\ {\xrightarrow[{9.17h}]{\beta }}\ ^{135}Cs\ }
Pendant la période initiale de 4 à 6 heures suivant le changement de régime, l'ampleur et la vitesse des variations de concentration dépendent du niveau de puissance initiale et du changement de niveau de puissance. Plus le changement du niveau de puissance est important plus la variation de concentration du xénon 135 est grande. Après quelques heures, la concentration de xénon atteint un minimum, puis quand la quantité d'iode a suffisamment augmenté, le xénon augmente ensuite à son tour. Pendant les périodes de fonctionnement en régime permanent, à un niveau constant de flux de neutrons, la concentration de xénon 135 atteint sa valeur d'équilibre en 40 à 50 heures environ.
Au démarrage du réacteur, il n'y a initialement pas de xénon 135, qui n'apparaît qu'après quelques heures. Avec l'augmentation de la concentration en xénon, le réacteur perd de sa réactivité, ce qui peut le conduire à l'arrêt s'il ne dispose pas d'une réserve de réactivité suffisante.
Après un temps de fonctionnement, si la puissance du réacteur est augmentée, la production de xénon 135 reste initialement constante, parce que 95 % du xénon 135 provient de la désintégration de l'iode 135, qui a une demi-vie de 6,58 heures. En revanche, la concentration de xénon 135 diminue d'abord, parce que sa vitesse de dégradation augmente avec la puissance du réacteur. Comme le xénon 135 est un poison à neutrons, sa baisse de concentration augmente la réactivité du cœur, et donc la puissance : l'écart de régime tend à être instable, et doit être compensé par les barres de contrôle.
Lorsque la puissance du réacteur est diminuée, le processus est inversé. De même que précédemment, la baisse de puissance provoque une accumulation du xénon 135 neutrophage, qui tend à diminuer encore plus la puissance. Cette perte de réactivité (qui atteint un maximum après environ 10 heures après l'arrêt du réacteur) est nommé "empoisonnement au xénon" et peut provoquer l'incapacité d'un réacteur à être redémarré, ou à être maintenu en fonctionnement à faible puissance. C'est en particulier le cas à l'arrêt du réacteur. La période de temps pendant laquelle le réacteur n'est pas en mesure de passer outre aux effets du xénon 135 est appelée le délai xénon morts ou panne due au poison[réf. nécessaire].

#### Empoisonnement samarium
Le samarium 149 est un produit de fission relativement important qui apparaît dans la chaîne de désintégration du néodyme 149 et qui présente une grande section efficace de capture pour les neutrons lents et donc un effet d'empoisonnement. Il présente cependant une problématique un peu différente de celle rencontrée avec le xénon 135. En effet, si les chaînes de désintégration néodyme 149 > prométhium 149 > samarium 149 d'une part, et tellure 135 > iode 135 > xénon 135 d'autre part, sont largement similaires, trois différences sont à noter :
- le samarium 149 est stable et ne disparaît que par capture neutronique sous flux ;
- les vitesses d'évolution des concentrations sont beaucoup plus lentes que dans le cas de l'iode 135 et du xénon 135 ;
- les effets en réactivité sont moindres essentiellement parce que la section efficace de capture du samarium 149 (40 140 barns) est très inférieure à celle du xénon 135 (2 650 000 barns).

Toutefois, la quantité de prométhium 149 à l'équilibre est supérieure à celle de l'iode 135 
{\displaystyle {\text{Fission}}\ {\xrightarrow[{1.09\%}]{}}\ ^{149}Nd\ {\xrightarrow[{1.728h}]{\beta }}\ ^{149}Pm\ {\xrightarrow[{53.08h}]{\beta }}\ ^{149}Sm\ {\xrightarrow[{\sigma =40140b}]{+n}}\ ^{150}Sm\ }
La production de 149Pm est proportionnelle au flux neutronique ; la production de 149Sm est proportionnelle à la quantité de 149Pm présente ; la consommation de 149Sm est également proportionnelle au flux ; la concentration de 149Sm à l'équilibre est donc indépendante du flux. Quand le réacteur est en fonctionnement, la concentration (et donc l'effet d'empoisonnement) atteint sa valeur d'équilibre en 500 heures environ (soit à peu près trois semaines). À l'arrêt du réacteur, cependant, le samarium cesse d'être consommé, et tout le prométhium 149 produit en amont (proportionnel au flux) se transforme en samarium. Pour un flux initial de 3,2 × 1013 n/cm2/s typique d'un réacteur à eau pressurisée, l'empoisonnement dû au samarium après un fonctionnement prolongé en puissance stable vaut environ 1 300 pcm. L'anti-réactivité supplémentaire apportée par la désintégration du prométhium 149 après un arrêt est de l'ordre de 500 pcm ; cette perte est proportionnelle au flux, et peut avoir des valeurs plus élevées dans le cas d'un réacteur à haut flux.
Le réacteur doit être conçu pour disposer d'une marge en réactivité suffisante (retrait des barres de contrôle ou dilution du poison soluble) pour pouvoir être redémarré sans problème après un arrêt qui peut toujours être nécessaire de façon inopinée. Le délai procuré par la décroissance du prométhium 149 (plus de 72 heures) peut permettre un redémarrage intermédiaire, toutefois, la décroissance du xénon 135 qui intervient entretemps au bout de 24 heures environ procure en pratique un gain de réactivité plus important que la perte due au samarium 149.

#### Empoisonnement gadolinium
Un autre isotope problématique qui s'accumule est le gadolinium 157, avec une section efficace microscopique de σ = 254 000 b. Sa production par fission (rendement proche de 0,004 %) est cependant plus de mille fois inférieure à celle de l'iode 135 (rendement de 6,4 % + 0,4 %). La valeur de la concentration à l'équilibre est égale à: {\displaystyle .\;Gd={\gamma _{g}*\Sigma _{f} \over \sigma _{g}}\;.} Elle est indépendante du flux et vaut 1,55 × 1013 at/cm3 dans un cœur de REP 900MWe. La section efficace macroscopique correspondante est égale à 3,936 × 10-6 cm-1, valeur très faible devant la section efficace macroscopique d'absorption totale qui vaut 0,1402 cm-1. L'empoisonnement exprimé en pcm est très faible.

### Accumulations de produits de fission poisons
Il existe de nombreux autres produits de fission qui, en raison de leur concentration et de leur section d'absorption des neutrons thermiques, ont un effet néfaste sur le fonctionnement des réacteurs. Individuellement, ils sont de peu de conséquences, mais pris ensemble, ils ont un impact significatif. Ils sont souvent caractérisés comme des produits de fission poisons. Ils s'accumulent à un rythme moyen de 50 barns par désintégration dans le réacteur.[réf. souhaitée] L'accumulation des produits de fission poisons dans le combustible mène à une perte d'efficacité, et dans certains cas à l'instabilité. En pratique, l'accumulation de poisons dans le combustible nucléaire du réacteur est ce qui détermine la durée de vie du combustible nucléaire dans un réacteur: bien avant que toutes les fissions possibles aient eu lieu, l'accumulation des produits de fission à longue durée de vie absorbant les neutrons atténue la réaction en chaîne. C'est la raison pour laquelle le retraitement des déchets nucléaires est utile: le combustible nucléaire solide usé contient environ 97 % de la matière fissile présente dans le combustible nucléaire d'origine de fabrication récente. La séparation chimique des produits de fission restaure la qualité du combustible de sorte qu'il peut être utilisé à nouveau.
D'autres approches sont possibles pour retirer les produits de fission, notamment en utilisant du combustible solide poreux qui permet aux produits de fission de fuir ou du combustible liquide ou gazeux (réacteur à sels fondus, réacteur homogène aqueux). Cela réduit le problème de l'accumulation des produits de fission dans le combustible, mais pose des problèmes supplémentaires de sécurité d'enlèvement et d'entreposage des produits de fission.
Les autres produits de fission avec des sections d'absorption relativement élevées sont le 83Kr, 95Mo, 143Nd, 147Pm. Au-dessus de cette masse, de nombreux isotopes ayant un nombre de masse pair ont des sections d'absorption, permettant à un noyau d'absorber de multiples neutrons en série. La fission d'actinides lourds produit plus de produits de fission lourd dans la gamme des lanthanides, de sorte que la section efficace d'absorption totale des neutrons des produits de fission est plus élevée.
Dans un réacteur à neutrons rapides, la situation des produits de fission poisons peut différer considérablement car les sections efficaces d'absorption des neutrons peuvent différer pour les neutrons thermiques et les neutrons rapides. Dans le réacteur RBEC-M, réacteur à neutrons rapides refroidis au plomb-bismuth), les produits de fission résultant d'une capture de neutrons (plus de 5 % du total des produits de fission) sont par ordre décroisant : 133Cs, 101Ru, 103Rh, 99Tc, 105Pd et 107Pd dans le cœur, avec 149Sm remplaçant 107Pd à la 6e place dans la couverture fertile.

### Produits de décroissance poisons
En plus des produits de fission poisons, d'autres matériaux se désintègrent dans les réacteurs en des matériaux qui agissent comme des poisons neutroniques. Un exemple de ceci est la désintégration du tritium en l'hélium 3. Comme le tritium a une demi-vie de 12,3 ans, normalement cette désintégration ne devrait pas affecter sensiblement l'exploitation des réacteurs, car le taux de désintégration du tritium est lent. Toutefois, si du tritium est produit dans un réacteur, puis reste dans le réacteur pendant un arrêt prolongé de plusieurs mois, une quantité suffisante de tritium peut se décomposer en l'hélium 3 et affecter négativement sa réactivité. L'intégralité de l'hélium 3 produit dans le réacteur pendant une période d'arrêt sera retirée lors du fonctionnement ultérieur par une réaction neutron-proton.

## Poisons de contrôle

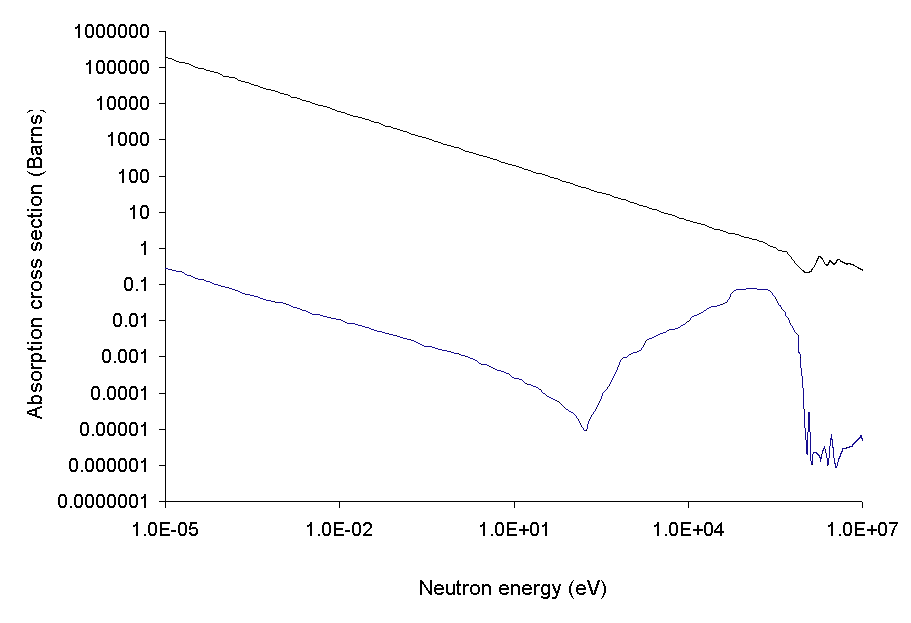
Section efficace d'absorption neutronique (en barns) du bore 10 (noir) et du bore 11 (bleu) par rapport à l'énergie du neutron incident (en eV).

Lorsqu'un réacteur doit fonctionner pendant une longue période de temps (cycle d'environ 18 mois dans les REP français), une quantité initiale de combustible, plus importante que celle nécessaire pour obtenir la masse critique exacte, est chargée dans le réacteur. Pendant le fonctionnement, cette quantité de combustible contenue dans le cœur diminue de façon monotone au fur et à mesure de sa consommation. La rétroaction positive due à l'excès de combustible en début de cycle, doit donc être équilibrée avec une rétroaction négative en ajoutant un matériau absorbant les neutrons.

L'utilisation de barres de contrôle mobiles contenant des matériaux absorbant les neutrons est une méthode, mais le contrôle de l'excès de réactivité du réacteur via seulement les barres de contrôle peut être difficile pour certaines conceptions particulières car il peut ne pas y avoir assez de place pour les barres ou leurs mécanismes, mais surtout parce que ce type de contrôle (par les barres) provoque une déformation du flux du réacteur qui peut engendrer des points chauds dans le cœur. C'est pourquoi dans les REP on préfère contrôler cet excès de réactivité, présent après un rechargement de combustible, en partant d'une concentration maximale en bore soluble en début de cycle, puis en faisant diminuer cette concentration en fonction de l'épuisement du combustible jusqu'au prochain rechargement.

### Poisons consommables
Afin de contrôler la réactivité due aux grandes quantités de combustible en excès sans barres de contrôle, des poisons consommables sont chargés dans le cœur. Les poisons consommables sont des matériaux qui ont une section efficace d'absorption des neutrons élevée et qui sont transformés en matériaux ayant une section efficace d'absorption relativement faible lors de l'absorption des neutrons. En raison de l'épuisement du poison, la réactivité négative due au poison consommable diminue durant la vie du cœur. Idéalement, la réactivité négative de ces poisons devrait diminuer au même rythme que l'excès de réactivité du carburant au fur et à mesure de son épuisement. En outre, il est souhaitable que le poison consommable se transforme en un isotope non absorbant du même élément chimique afin de limiter les perturbations dans le matériau. Les poisons combustibles les plus utilisés sont les composés de bore ou de gadolinium. Ils forment un réseau de barres ou de plaques, ou sont ajoutés comme des éléments additionnels dans le combustible. Comme ils peuvent généralement être répartis plus uniformément que des barres de contrôle, ces poisons perturbent moins la distribution d'énergie dans le cœur. Du poison combustible peut aussi être chargé localement dans des endroits spécifiques du cœur pour façonner la forme ou contrôler la distribution du flux de neutrons et ainsi éviter un flux excessif et un pic d'énergie local dans certaines zones du réacteur. Cependant, la pratique actuelle est d'utiliser des poisons non-consommables pour ce dessein particulier.

### Poisons non consommables
Un poison non-combustible est celui qui maintient une valeur de réactivité négative constante au cours de la vie du cœur. Bien qu'aucun poison neutronique ne soit strictement non-combustible, certains matériaux peuvent être considérés comme des poisons non-combustibles, sous certaines conditions. Un exemple est hafnium. L'élimination (par absorption de neutrons) d'un isotope de hafnium conduit à la production d'un autre absorbeur de neutrons, et continue sur une chaine de cinq absorbeurs. Cette chaîne d'absorption fait que le poison bien que combustible se comporte comme un poison à long durée de vie, pouvant être considéré comme non-combustible. Ce type de poison est spécialement intéressant pour les barres de contrôle d'urgence qui doivent conserver une efficacité constante sur toute la vie du cœur.

### Poisons solubles
Les poisons solubles produisent une absorption des neutrons uniforme dans l'espace, lorsqu'ils sont dissous dans le liquide de refroidissement d'un réacteur nucléaire.
Le poison soluble le plus commun dans les réacteurs à eau pressurisée (REP) est l'acide borique, qui est souvent appelé bore soluble, ou tout simplement Solbor[réf. souhaitée]. L'acide borique présent dans le liquide de refroidissement absorbe les neutrons, provoquant une diminution de la réactivité. En faisant varier cette concentration en acide borique, un processus dénommé borication / dilution, la réactivité du cœur varie: lorsque la concentration en bore est augmentée (par borication), plus de neutrons sont absorbés ce qui diminue la réactivité ; a contrario, lorsque la concentration en bore est réduite (par dilution), la réactivité augmente. 

L'évolution de la concentration de bore dans un REP est un processus lent et est principalement utilisé d'une part pour compenser l'épuisement du combustible ou l'accumulation de poison, mais aussi d'autre part, pour compenser l'empoisonnement xénon lors des variations de charge. 

La variation de la concentration en bore permet de réduire le recours aux barres de contrôle, ce qui conduit à un flux de neutrons plus uniforme dans le cœur que celui obtenu par l'insertion des barres de contrôle. En effet, en contrôlant le flux par la variation de la concentration en bore, il n'y a pas de réduction de flux dans les régions du cœur situées aux environs des barres de contrôle insérées, et surtout pas d'augmentation du flux dans les régions du cœur éloignées de ces barres de contrôle (risque de point chaud), la répartition du flux dans le cœur est donc plus homogène. Cependant ce type de fonctionnement, notamment lors des variations de charge, a pour inconvénient majeur une augmentation du volume d'effluents produits lors des opérations de borication/dilution, ce volume étant limité par les capacités de stockage et les limites légales de rejets des centrales concernées.
Dans les REP, la teneur en bore dissous dans l'eau primaire après un rechargement ainsi que les valeurs maximales d'insertion des barres de contrôle du réacteur, sont toutefois limitées par l'augmentation du coefficient de température du modérateur qui doit rester largement négatif (marge de sécurité). La dilatation de l'eau avec la température provoque une expulsion hors du cœur d'une quantité de bore d'autant plus grande que la teneur est élevée[pas clair] pouvant aller, sinon jusqu'à rendre positif le coefficient de température modérateur, mais du moins, risquer de réduire la marge de sécurité pour certains cœurs neufs,.
Les poisons solubles sont également utilisés dans les systèmes d'arrêt d'urgence via l'injection de sécurité destinée au noyage du cœur en situation accidentelle. En effet lors de telles situations, les automatismes, puis les opérateurs, peuvent injecter des solutions contenant des poisons neutroniques directement dans le liquide de refroidissement du réacteur. Diverses solutions, y compris polyborate de sodium et du nitrate de gadolinium (Gd(NO3)3•xH2O), sont utilisées.

### Absorbants notables
Les valeurs données ci-dessous de sections efficaces d'absorptions neutroniques (en barns) se réfèrent à des neutrons d'une énergie bien particulière, selon l'application considérée.
- Le lithium 6 absorbe un neutron et se transforme en tritium après émission d'une particule alpha. Sous irradiation neutronique constante, le tritium est en équilibre avec son produit de désintégration l'hélium 3 lui-même absorbant neutronique reproduisant du tritium.
- Le bore est un excellent absorbant neutronique. Le bore naturel est constitué de 19,9 % de bore 10, dont la section efficace d'absorption est de 3837 barn, et 80,1 % de bore 11, de section efficace 5 barn. L'essentiel des captures neutroniques se fait donc sur le 10B, le transmutant en lithium 7 (capture n-α, prépondérante par rapport à la capture n-γ, qui aboutit au 11B). Les quelques captures neutroniques subies par le 11B le transforment en bore 12 (de période 20 ms) puis carbone 12 stable.
- Le cadmium 113, qui constitue 12 % du cadmium naturel, présente une section efficace très importante (20600 barn), trois ordres de grandeurs au-dessus de celle des autres isotopes. Les isotopes instables éventuellement créés par capture neutronique (115Cd et 117Cd) sont à durée de vie de l'ordre de l'heure, conduisant à une production marginale d'indium. L'indium 117 est radioactif et décroît rapidement en samarium 117; l'indium 115 est pratiquement stable, mais est lui-même un absorbant neutronique assez efficace, conduisant transitoirement à de l' 116In qui se désintègre en 116Sn stable.
- Le samarium 152, qui constitue 27 % de l'élément naturel, a une section efficace assez importante de 206 barn. Le 153Sm qu'il forme a de même une section efficace importante (420 barn) qui conduirait à du 154Sm stable, mais il est par ailleurs radioactif (de période 46h), et décroît en europium 153. Ce dernier est stable, mais a une section efficace importante de 312 barns, qui conduit à du 154Eu de 1340 barn, puis du 155Eu de 3950 barns. La radioactivité potentiellement gênante du 154Eu (demi-vie de huit ans et demi) est masquée par les captures neutroniques, qui accélèrent sa transformation en gadolinium 155 (lui-même excellent absorbant neutronique).
- L'europium (2 980 barn pour le produit naturel) qui a ses deux isotopes stables 151Eu (prépondérant avec 5 900 barn) et 153Eu capturants est utilisé comme poison consommable.
- Le gadolinium a deux isotopes naturels très absorbants, le 155Gd (61 000 barn) et le 157Gd (254 000 barn). L'isotope 158Gd est stable et de section efficace très faible (2 barn), rendant négligeables les captures ultérieures et les produits d'activation qui peuvent en découler.
- Le dysprosium, dont l'isotope 164Dy (28,18 % d'abondance naturelle) a une section efficace de 2 600 barn a été utilisé comme poison consommable.
- L'erbium 167 constitue 23 % du produit naturel, et a une section efficace de 660 barn. Les transmutations qu'il induit par la formation de 169Er ou de 171Er sont relativement marginales, et conduisent l'une et l'autre à du 171Yb.
- Le hafnium est principalement absorbant par son isotope 177Hf (373 barn), qui représente 18 % du produit naturel. Ses autres isotopes naturels présentent des sections efficaces non négligeables de quelques dizaines de barn. En fin de chaîne d'absorption, le 180Hf peut produire du 181Hf (de période 42 jours) qui se désintègre en 181Ta, conduisant à une chaîne de produits transmutés plus ou moins absorbants.
- Le mercure a un profil intéressant, son isotope 199Hg, qui représente 17 % de la composition naturelle, présente une section efficace très élevée de plus de 2 000 barn. Les isotopes suivants ont une section efficace très faible (moins de dix barn), ce qui rend les transmutations chimiques négligeables en pratique. Il n'a cependant pas d'application en tant qu'absorbant neutronique.